# Lijst van Australische ministers van Volksgezondheid
Dit artikel bevat een lijst van ministers van Volksgezondheid van Australië.

## Ministers van Volksgezondheid (1949–heden)
| Minister van Volksgezondheid Minister for Health | Minister van Volksgezondheid Minister for Health | Minister van Volksgezondheid Minister for Health | Ambtstermijn             | Ambtstermijn     | Partij(en)        | Premier(s)                    | Kabinet(en)                           | Overige functie(s)                    |
| ------------------------------------------------ | ------------------------------------------------ | ------------------------------------------------ | ------------------------ | ---------------- | ----------------- | ----------------------------- | ------------------------------------- | ------------------------------------- |
|                                                  | Earle Page                                       | Earle Page (1880–1961)                           | 19 december 1949         | 12 januari 1956  | CP                | Robert Menzies (1949–1966)    | Menzies IV                            |                                       |
| Menzies V                                        | Earle Page                                       | Earle Page (1880–1961)                           | 19 december 1949         | 12 januari 1956  | CP                | Robert Menzies (1949–1966)    |                                       |                                       |
| Menzies VI                                       | Earle Page                                       | Earle Page (1880–1961)                           | 19 december 1949         | 12 januari 1956  | CP                | Robert Menzies (1949–1966)    |                                       |                                       |
|                                                  | Donald Cameron                                   | Donald Cameron (1900–1974)                       | 12 januari 1956          | 22 december 1961 | LP                | Robert Menzies (1949–1966)    | Menzies VII                           |                                       |
| Menzies VIII                                     | Donald Cameron                                   | Donald Cameron (1900–1974)                       | 12 januari 1956          | 22 december 1961 | LP                | Robert Menzies (1949–1966)    |                                       |                                       |
|                                                  | Harrie Wade                                      | Harrie Wade (1905–1964)                          | 22 december 1961         | 18 november 1964 | CP                | Robert Menzies (1949–1966)    | Menzies IX                            |                                       |
| Menzies X                                        | Harrie Wade                                      | Harrie Wade (1905–1964)                          | 22 december 1961         | 18 november 1964 | CP                | Robert Menzies (1949–1966)    |                                       |                                       |
|                                                  | Reginald Swartz                                  | Reginald Swartz (1911–2006)                      | 18 november 1964         | 26 januari 1966  | LP                | Robert Menzies (1949–1966)    |                                       |                                       |
|                                                  | Jim Forbes                                       | Jim Forbes (1923–2019)                           | 26 januari 1966          | 10 maart 1971    | LP                | Harold Holt (1966–1967)       | Holt I                                |                                       |
| Holt II                                          | Jim Forbes                                       | Jim Forbes (1923–2019)                           | 26 januari 1966          | 10 maart 1971    | LP                | Harold Holt (1966–1967)       |                                       |                                       |
| John McEwen (1967–1968)                          | Jim Forbes                                       | Jim Forbes (1923–2019)                           | 26 januari 1966          | 10 maart 1971    | LP                | McEwen                        |                                       |                                       |
| John Gorton (1968–1971)                          | Jim Forbes                                       | Jim Forbes (1923–2019)                           | 26 januari 1966          | 10 maart 1971    | LP                | Gorton I                      |                                       |                                       |
| John Gorton (1968–1971)                          | Jim Forbes                                       | Jim Forbes (1923–2019)                           | 26 januari 1966          | 10 maart 1971    | LP                | Gorton II                     |                                       |                                       |
|                                                  | Ivor Greenwood                                   | Ivor Greenwood (1926–1976)                       | 10 maart 1971            | 1 augustus 1971  | LP                | William McMahon (1971–1972)   | McMahon                               |                                       |
|                                                  | Ken Anderson                                     | Ken Anderson (1909–1985)                         | 1 augustus 1971          | 5 december 1972  | LP                | William McMahon (1971–1972)   | McMahon                               | Leider in de Senaat                   |
|                                                  | Lance Barnard                                    | Lance Barnard (1919–1997)                        | 5 december 1972          | 18 december 1972 | ALP               | Gough Whitlam (1972–1975)     | Whitlam I                             | [ 3 ]                                 |
|                                                  | Doug Everingham                                  | Doug Everingham (1923–2017)                      | 18 december 1972         | 11 november 1975 | ALP               | Gough Whitlam (1972–1975)     | Whitlam II                            |                                       |
| Whitlam III                                      | Doug Everingham                                  | Doug Everingham (1923–2017)                      | 18 december 1972         | 11 november 1975 | ALP               | Gough Whitlam (1972–1975)     |                                       |                                       |
|                                                  | Don Chipp                                        | Don Chipp (1925–2006)                            | 11 november 1975         | 22 december 1975 | LP                | Malcolm Fraser (1975–1983)    | Fraser I                              | Minister voor Sociale Zekerheid       |
|                                                  | Ralph Hunt                                       | Ralph Hunt (1928–2011)                           | 22 december 1975         | 10 december 1979 | NCP               | Malcolm Fraser (1975–1983)    | Fraser II                             |                                       |
| Fraser III                                       | Ralph Hunt                                       | Ralph Hunt (1928–2011)                           | 22 december 1975         | 10 december 1979 | NCP               | Malcolm Fraser (1975–1983)    |                                       |                                       |
|                                                  | Michael MacKellar                                | Michael MacKellar (1938–2015)                    | 10 december 1979         | 20 april 1982    | LP                | Malcolm Fraser (1975–1983)    | -                                     |                                       |
| Fraser IV                                        | Michael MacKellar                                | Michael MacKellar (1938–2015)                    | 10 december 1979         | 20 april 1982    | LP                | Malcolm Fraser (1975–1983)    |                                       |                                       |
|                                                  |                                                  | Peter Baume (1935)                               | 20 april 1982            | 8 mei 1982       | LP                | Malcolm Fraser (1975–1983)    | Minister voor Aboriginal Zaken        |                                       |
|                                                  |                                                  | Jim Carlton (1935–2015)                          | 8 mei 1982               | 11 maart 1983    | LP                | Malcolm Fraser (1975–1983)    |                                       |                                       |
|                                                  | Neal Blewett                                     | Neal Blewett (1933)                              | 11 maart 1983            | 4 april 1990     | ALP               | Bob Hawke (1993–1991)         | Hawke I                               |                                       |
| Hawke II                                         | Neal Blewett                                     | Neal Blewett (1933)                              | 11 maart 1983            | 4 april 1990     | ALP               | Bob Hawke (1993–1991)         |                                       |                                       |
| Hawke III                                        | Neal Blewett                                     | Neal Blewett (1933)                              | 11 maart 1983            | 4 april 1990     | ALP               | Bob Hawke (1993–1991)         |                                       |                                       |
|                                                  | Brian Howe                                       | Brian Howe (1936)                                | 4 april 1990             | 23 maart 1993    | ALP               | Bob Hawke (1993–1991)         | Hawke IV                              | Vicepremier (vanaf 1991)              |
| Paul Keating (1991–1996)                         | Brian Howe                                       | Brian Howe (1936)                                | 4 april 1990             | 23 maart 1993    | ALP               | Keating I                     | Vicepremier                           |                                       |
| Paul Keating (1991–1996)                         |                                                  | Graham Richardson                                | Graham Richardson (1949) | 23 maart 1993    | 24 maart 1994     | ALP                           | Keating II                            |                                       |
| Paul Keating (1991–1996)                         |                                                  | Carmen Lawrence                                  | Carmen Lawrence (1948)   | 24 maart 1994    | 11 maart 1996     | ALP                           | Keating II                            |                                       |
|                                                  |                                                  | Michael Wooldridge (1956)                        | 11 maart 1996            | 25 november 2001 | LP                | John Howard (1996–2007)       | Howard I                              |                                       |
| Howard II                                        |                                                  | Michael Wooldridge (1956)                        | 11 maart 1996            | 25 november 2001 | LP                | John Howard (1996–2007)       |                                       |                                       |
|                                                  | Kay Patterson                                    | Kay Patterson (1944)                             | 25 november 2001         | 6 oktober 2003   | LP                | John Howard (1996–2007)       | Howard III                            |                                       |
|                                                  | Tony Abbott                                      | Tony Abbott (1957)                               | 6 oktober 2003           | 3 december 2007  | LP                | John Howard (1996–2007)       | Howard III                            | Leider in het Huis van Afgevaardigden |
| Howard IV                                        | Tony Abbott                                      | Tony Abbott (1957)                               | 6 oktober 2003           | 3 december 2007  | LP                | John Howard (1996–2007)       | Leider in het Huis van Afgevaardigden |                                       |
|                                                  | Nicola Roxon                                     | Nicola Roxon (1967)                              | 3 december 2007          | 14 december 2011 | ALP               | Kevin Rudd (2007–2010)        | Rudd I                                |                                       |
| Julia Gillard (2010–2013)                        | Nicola Roxon                                     | Nicola Roxon (1967)                              | 3 december 2007          | 14 december 2011 | ALP               | Gillard I                     |                                       |                                       |
| Julia Gillard (2010–2013)                        | Nicola Roxon                                     | Nicola Roxon (1967)                              | 3 december 2007          | 14 december 2011 | ALP               | Gillard II                    |                                       |                                       |
| Julia Gillard (2010–2013)                        |                                                  | Tanya Plibersek                                  | Tanya Plibersek (1969)   | 14 december 2011 | 18 september 2013 | ALP                           |                                       |                                       |
| Kevin Rudd (2013)                                | Rudd II                                          | Tanya Plibersek                                  | Tanya Plibersek (1969)   | 14 december 2011 | 18 september 2013 | ALP                           |                                       |                                       |
|                                                  | Peter Dutton                                     | Peter Dutton (1970)                              | 18 september 2013        | 24 december 2014 | LP                | Tony Abbott (2013–2015)       | Abbott                                | Minister voor Sport                   |
|                                                  | Sussan Ley                                       | Sussan Ley (1961)                                | 24 december 2014         | 13 januari 2017  | LP                | Tony Abbott (2013–2015)       | Abbott                                | Minister voor Sport                   |
| Malcolm Turnbull (2015–2018)                     | Sussan Ley                                       | Sussan Ley (1961)                                | 24 december 2014         | 13 januari 2017  | LP                | Turnbull I                    | Minister voor Sport                   |                                       |
| Malcolm Turnbull (2015–2018)                     | Sussan Ley                                       | Sussan Ley (1961)                                | 24 december 2014         | 13 januari 2017  | LP                | Turnbull II                   | Minister voor Sport                   |                                       |
| Malcolm Turnbull (2015–2018)                     |                                                  | Greg Hunt                                        | Greg Hunt (1961)         | 24 januari 2017  | 23 mei 2022       | LP                            | Minister voor Sport                   |                                       |
| Scott Morrison (2018–2022)                       | Morrison I                                       | Greg Hunt                                        | Greg Hunt (1961)         | 24 januari 2017  | 23 mei 2022       | LP                            |                                       |                                       |
| Scott Morrison (2018–2022)                       | Morrison II                                      | Greg Hunt                                        | Greg Hunt (1961)         | 24 januari 2017  | 23 mei 2022       | LP                            |                                       |                                       |
|                                                  | Mark Butler                                      | Mark Butler (1970)                               | 1 juni 2022              | heden            | ALP               | Anthony Albanese (2022–heden) | Albanese                              |                                       |